# Amir Sjarifuddin
Amir Sjarifuddin Harahap (ur. 27 kwietnia 1907 w Medan, zm. 19 grudnia 1948 w Surakarcie) – indonezyjski socjalistyczny polityk i działacz niepodległościowy. Drugi premier Republiki Indonezji (1947–1948), minister informacji (1945–1946) oraz minister obrony (1945–1948).

## Życiorys
Wraz z powołaniem pierwszego rządu Republiki Indonezji Amir Sjarifuddin objął tekę ministra informacji. W tym czasie był on przywódcą Partii Socjalistycznej, która później połączyła się z Partią Komunistyczną. W następnych rządach kierował on kolejno Ministerstwem Bezpieczeństwa i Ministerstwem Obrony Narodowej. W lipcu 1947 r. objął funkcję premiera. Pełnił ją do stycznia 1948 r.  
Przejściowe niepowodzenia związane z walką o niepodległość przeciwko Holandii doprowadziły do wzajemnych oskarżeń wewnątrz rady ministrów. W wyniku nacisków Sjarifuddin podał się do dymisji. Na czele nowego rządu stanął Mohammad Hatta. 
We wrześniu 1948 r. w niewyjaśnionych do dziś okolicznościach, w zlokalizowanym na Jawie mieście Madiun doszło do wystąpienia zbrojnego przeciwko dominacji sił prawicowych w rządzie. Zostało on krwawo stłumione, zaś czołowi działacze komunistyczni i socjalistyczni, wśród nich Sjarifuddin, zostali uwięzieni i straceni. 